# Mary Bartholomew Ehrmann
Mary Bartholomew Ehrmann (Cincinnati, Ohio, 19 de desembre de 1862 - 1939) fou una compositora estatunidenca. Estudià en la seva ciutat natal i durant dos anys viatjà per Europa.
Principals composicions musicals:
- The Child's Song Garden (1908);
- The Child's Songs Treasury (1909);
- Sleepy Songs for Sleepy Eyes (1910);
- Little Songs for Little Folks (1911);
- Fairy Songs From Fairy-land (1912);
- Songs of of Happiness (1912);
- Melodies in Verse (1918).